# Jaouhar Mnari
Jaouhar Mnari - em árabe, جوهر المناري (Monastir, 8 de novembro de 1976) é um ex-futebolista tunisiano que atuava como meia. 

## Carreira
Mnari representou o elenco da Seleção Tunisiana de Futebol no Campeonato Africano das Nações de 2008.

## Títulos
Espérance
- Campeonato Tunisiano: 2002, 2003, 2004

1. FC Nürnberg
- Copa da Alemanha: 2007

Tunísia
- Campeonato Africano das Nações: 2004